# 2. батаљон Војне полиције
2. батаљон војне полиције је био једна од јединица 2. крајишког корпуса Војске Републике Српске. Батаљон је основан 1. јуна 1992, са седиштем у Дрвару.

## Састав и наоружање
Батаљон војне полиције основан је 1. јуна 1992, преформирањем 10. батаљона војне полиције из Бихаћа, као и мобилизацијом војних обвезника из Дрвара.
Састав батаљона чиниле су: 1. чета војне полиције са оклопним транспортерима, 2. чета војне полиције, 3. чета војна полиције (саобраћајна), извиђачка чета, противтерористички вод, одељење специјалаца, одељење службе војне полиције, одељење везе и позадинска чета.

## Ратни пут
Током рата у Босни и Херцеговини батаљон војне полиције коришћен је више за борбене деловања у противнападима и нападним операцијама, неголи за полицијске послове. Батаљон је учествовао у готово свим корпусним операцијама током рата.

## Губици
У току рата погинуло је 35, нестало је два, а рањено је 224 бораца батаљона.